# Лобанов, Владимир Владимирович
Влади́мир Влади́мирович Лоба́нов (26 декабря 1953, Москва — 29 августа 2007, Москва) — советский конькобежец, бронзовый призёр зимних Олимпийских игр 1980 года. 10-кратный чемпион СССР (1976 - классическое многоборье; 1978, 1981 - спринтерское многоборье; 1977, 1978, 1980, 1981 - 1000 м; 1976, 1978, 1979 - 1500 м), серебряный (1977 - классическое многоборье; 1980 - спринтерское многоборье; 1983 - 1000 м; 1977 - 1500 м) и бронзовый (1978 - классическое многоборье; 1982 - спринтерское многоборье; 1980 - 500 м; 1975 - 1000 м; 1977 - 5000 м) призер чемпионатов СССР, рекордсмен страны на дистанциях 1000 и 1500 метров. Заслуженный мастер спорта СССР. Заслуженный тренер РСФСР. Выступал за ДСО "Труд" (Москва), ЦСКА (Москва).

## Карьера
Владимир Лобанов родился в Москве, в обычной советской семье. Отец - Владимир Васильевич работал полировщиком, а мама - Мария Кузьминична, по профессии парикмахер. 
В 1967 году 13-летнего парня увидел на осеннем школьном легкоатлетическом кроссе тренер стадиона Юных пионеров Юрий Малых и пригласил в конькобежную секцию. Вскоре он стал чемпионом Москвы среди юношей старшего возраста, а зимой 1972 года ему было присвоено звание мастера спорта. Владимир работал в то время слесарем-ремонтником в литейном цехе завода имени Лихачёва, там же учился во ВТУЗе. 
В январе 1973 года на первенстве СССР среди юниоров спортсмен общества "Труд" выиграл забег 1500 метров и в многоборье стал третьим. В том же месяце установил новый всесоюзный рекорд для юниоров на 1500 метров - 2:04,31 сек! В феврале Володя стал абсолютным чемпионом Москвы среди юниоров, заняв все первые места на 4-х дистанциях и набрал в сумме малого многоборья 184,933 очка. 
Весна оказалась счастливой для московского юниора. На первенстве профсоюзов СССР он выиграл многоборье с суммой 175,207, что являлось высшим достижением страны среди юниоров. С 1975 года Лобанов стал выступать за ЦСКА. В 1976 году 22-летний армеец впервые стал чемпионом СССР в классическом многоборье.
В начале января 1977 года на чемпионате СССР он завоевал "серебро", уступив земляку Сергею Марчуку. Следом на матче СССР - Норвегия Владимир упал в забеге на 500 метров и вывихнул плечо. Через неделю он дебютировал с больным плечом на чемпионате Европы в Ларвике, выиграв малую бронзовую медаль в беге на 500 метров и 
заняв 9-е место в общем зачёте многоборья. В феврале занял 9-е место на чемпионате мира в Херенвене.  
В 1978 году на чемпионате Европы в Осло Владимир финишировал пятым в многоборье, выиграв малое "серебро" в забеге на 500 метров. В феврале стал третьим в абсолютном зачёте на чемпионате СССР. 11 марта в Свердловске на зимней Спартакиаде народов СССР он выиграл 1000 метров и установил всесоюзный рекорд 1:18,20 сек, а на следующий день выиграл и 1500 метров. 27 марта на катке Медео он установил новый рекорд СССР в забеге на 1000 метров - 1:14,61 сек. В апреле на чемпионате СССР в спринтерском многоборье одержал впервые победу, взяв золотую медаль.
В 1979 году Лобанов выиграл малую серебряную медаль на 500 метров в Европейском первенстве и занял 8-е место в сумме многоборья. В феврале участвовал на чемпионате мира в Осло и выиграл малую бронзовую медаль в забеге на 1500 метров с рекордом СССР на равнинных катках - 2:00,12 сек, а в абсолютном зачёте занял 10-е место. 
На зимней Олимпиаде 1980 года выиграл бронзовую медаль на дистанции 1000 метров, разделив её с норвежцем Фроде Рённингом. Серебро завоевал канадец Гаэтан Буше, а золото американец Эрик Хайден. На дистанции 1500 метров стал 8-м. В том году Владимир Лобанов стал вторым в чемпионате СССР в спринтерском многоборье.
В следующем сезоне он продолжил победную серию в национальных чемпионатах и вновь выиграл спринтерское многоборье, а на чемпионате СССР в классическом многоборье поднялся на 2-е место в беге на 1500 метров и на третье на 500 метров. В первенстве РСФСР стал лучшим на 500 метров и вторым на 1000 метров. На международном уровне участвовал на чемпионате мира в спринтерском многоборье и занял 5-е место, а через год стал 10-м на том же турнире. В 1983 году завершил карьеру спортсмена.
После завершения спортивной карьеры был главным тренером конькобежной команды ЦСКА с 1993 по 2003 года.
Скончался 29 августа 2007 года в Москве. Похоронен на Митинском кладбище.

## Награды
- Орден Почёта (14 апреля 1998) — за заслуги в развитии физической культуры и спорта, большой вклад в подготовку спортсменов[19]
- Медаль «За трудовое отличие» (9 апреля 1980)[20]